# FIROS
FIROS ili Field Rocket System je talijanski višecijevni raketni sustav razvijen ranih 1970-ih. Bio je dostupan u dvije verzije. Razvoj originalnog FIROS-25 sustava je dovršen 1981. godine. Izvezen je u Ujedinjene Arapske Emirate i još dvije države, vjerojatno Siriju i Libiju. Poboljšana verzija FIROS-30 s povećanim dometom je uveden u službu u talijansku vojsku 1987. godine. Do kraja 2002. napravljeno je ukupno 146 višecijevnih raketnih lansera u obje verzije. Talijanska vojska raspolaže i s američkim M270 MLRS.
FIROS vozilo je bazirano na Iveco 6x6 teškom višenamjenskom kamionu. Osnovna 122 mm raketa je slična onoj za BM-21 Grad, ali s drugačijim performansama. FIROS-25 raketa je duga 2,68 m i teži 58 kg, maksimalnog dometa 25 km. FIROS-30 raketa je duga 2,82 m i teži 65 kg, maksimalnog dometa 34 km. Rakete su dostupne u HE-HRAG, dimnoj, framentirajućoj ili s trening bojnom glavom. I FIROS-25 i FIROS-30 rakete mogu biti ispaljene i iz BM-21 Grad lansera. U slučaju da nema drugih raketa, FIROS MLRS može ispaljivati i Grad rakete.